# 沙賈汗清真寺
沙贾汗清真寺，又称塔塔贾米亚清真寺，是巴基斯坦信德省特達市一所建於17世纪的清真寺。該清真寺于莫卧儿帝国皇帝沙贾汉在位期间興建。